# Temporada 1971 del Campeonato de España de Rally
La temporada 1971 fue la edición 15.ª del Campeonato de España de Rally. Comenzó el 30 de enero en el Rally Fallas y terminó el 8 de diciembre en el Rally Costa del Sol. El calendario estaba compuesto de diecinueve pruebas puntuables, de las cuales el Rally de España era puntuable para el campeonato de Europa. El calendario contaba también con una prueba en Santiago que no se celebró. También se celebró por primera vez el 1.º Critérium Nacional Femenino de Rallyes que constaba de cuatro pruebas: Rally Femenino saibil, Rallye Femenino Espejo del Mar, Rally Femina y Rallye Femenino Siasa, siendo la vencedora Milagros Ortega.
El vencedor del campeonato fue Lucas Sainz a pesar de no lograr ninguna victoria en la temporada. Segundo fue Alberto Ruiz-Giménez que sumó ocho y nueve segundos puestos pero se vio muy perjudicado por el reglamento que favorecía a los vehículos de fabricación nacional.

## Calendario
| N.º | Fecha               | Rally                                                  | Superficie | Series |
| --- | ------------------- | ------------------------------------------------------ | ---------- | ------ |
| 1   | 30-31 de enero      | 12.º Rally Fallas                                      |            |        |
| 2   | 13-14 de febrero    | 19.º Rally Costa Brava                                 | Asfalto    |        |
| 3   | 6-7 de marzo        | 12.º Rally Vasco Navarro                               |            |        |
| 4   | 13-14 de marzo      | 1.º Critérium Guilleries                               |            |        |
| 5   | 1-2 de mayo         | 8.º Critérium Luis de Baviera                          | Asfalto    |        |
| 6   | 8-9 de mayo         | 2.º Rally Ruta del Salmón - 1.º Rallye Ciudad de Gijón | Asfalto    |        |
| 7   | 22-23 de mayo       | 3.º 500 Km Nocturnos Bujías Bosch                      | Asfalto    |        |
| 8   | 12-13 de junio      | 1.º Critérium de La Rioja                              |            |        |
| 9   | 19-20 de junio      | 5.º Rally Internacional de Orense                      | Asfalto    |        |
| 10  | 3-4 de julio        | 8.º Rally del Cid                                      |            |        |
| 11  | 12-14 de agosto     | 9.º Rally a las Rías Bajas                             | Asfalto    |        |
| 12  | 28-29 de agosto     | 5.º Rally Internacional Bosch                          |            |        |
| 13  | 7-8 de septiembre   | 8.º Rally Ciudad de Oviedo - I Internacional           | Asfalto    |        |
| 14  | 21-23 de septiembre | 3.º Rally Internacional del Sherry                     | Tierra     |        |
| 15  | 22-25 de octubre    | 19.º Rallye de España                                  |            | Europa |
| 16  | 13-14 de noviembre  | 5.º Rally Internacional Firestone Macizo Cántabro      | Asfalto    |        |
| 17  | 20-21 de noviembre  | 7.º Rally Barcelona-Andorra                            | Asfalto    |        |
| 18  | 27-28 de noviembre  | 13.º Rally 2000 Virajes                                | Asfalto    |        |
| 19  | 7-8 diciembre       | 8.º Rally Costa del Sol y II Universitario             | Asfalto    |        |

### Calendario femenino
| N.º | Fecha         | Rally                              |
| --- | ------------- | ---------------------------------- |
| 1   | 28 de febrero | 3.er Rallye Femenino Saibil        |
| 2   | 11 de abril   | 2.º Rallye Femenino Espejo del Mar |
| 3   | 3 de octubre  | 10.º Rallye Femina                 |
| 4   | 31 de octubre | 4.º Rallye Femenino Siasa          |

## Equipos
| Equipo            | Vehículo                 | Piloto               | Copiloto             | Rondas               |
| Equipos oficiales | Equipos oficiales        | Equipos oficiales    | Equipos oficiales    | Equipos oficiales    |
| ----------------- | ------------------------ | -------------------- | -------------------- | -------------------- |
| FASA-Renault      | Renault 8 TS             | Lucas Sainz          | Juan Carlos Oñoro    | 1-3. 5, 14           |
| FASA-Renault      | Alpine Renault A110-1440 | Lucas Sainz          | Juan Carlos Oñoro    | 9, 11, 13, 16-17, 19 |
| FASA-Renault      | Alpine Renault A110-1440 | Bernard Tramont      | Ricardo Antolín      | 5, 7, 9, 16, 19      |
| FASA-Renault      | Renault 8 Gordini        | Bernard Tramont      | Ricardo Antolín      | 14                   |
| Equipos privados  |                          |                      |                      |                      |
| Escudería Repsol  | Porsche 911 S            | Alberto Ruiz-Giménez | Javier Bueno         | 5-6, 9, 15           |
| Escudería Repsol  | Porsche 911 S            | Alberto Ruiz-Giménez | Rafael Castañeda     | 7                    |
| Escudería Repsol  | Porsche 911 S            | Alberto Ruiz-Giménez | Rizos                | 11, 14, 16           |
| Escudería Repsol  | Porsche 911 S            | Alberto Ruiz-Giménez | Juan Antonio Conde   | 13                   |
| Escudería Repsol  | Fiat Abarth 2000 OT      | Alberto Ruiz-Giménez | Enrique de Sauto     | 19                   |
| Escudería Repsol  | Fiat Abarth 2000 OT      | Manuel Juncosa       | Manuel Salsas        | 2                    |
| Escudería Repsol  | SEAT 124 Sport Coupé     | Manuel Juncosa       | Manuel Salsas        | 5                    |
| Escudería Repsol  | SEAT 124 Sport Coupé     | Manuel Juncosa       | Artemio Eche         | 11                   |
| Escudería Repsol  | SEAT 1430-1600           | Manuel Juncosa       | José Adell           | 16-17,19             |
| Escudería Repsol  | Porsche 911 S            | José Manuel Lencina  | A. Gutiérrez         | 2                    |
| Escudería Repsol  | Porsche 911 S            | José Manuel Lencina  | García Vallejo       | 5                    |
| Escudería Repsol  | Porsche 911 S            | José Manuel Lencina  | Antonio Rodríguez    | 6                    |
| Escudería Repsol  | Porsche 911 S            | José Manuel Lencina  | Ángel Luis Caballero | 19                   |
| Escudería Repsol  | Barqueta Adidas          | José Manuel Lencina  | J. Mantecón          | 13                   |
|                   | Porsche 911 R            | Estanislao Reverter  | Eloy Rodríguez       | 2, 5                 |
| Alpinche          | 11, 13                   | Estanislao Reverter  | Eloy Rodríguez       |                      |

## Resultados

### Campeonato de pilotos
| Pos. | Piloto                  | FLL | CBR | VCN | CGU | CLB | GIJ | 500 | RIO | OUR | CID | RBX | BOS | CDO | SHE | RES | FIR | BAN | 2VI | CDS | Puntos |
| ---- | ----------------------- | --- | --- | --- | --- | --- | --- | --- | --- | --- | --- | --- | --- | --- | --- | --- | --- | --- | --- | --- | ------ |
| 1.   | Lucas Sainz             | 3   | Ret | 6   |     | 5   |     | 4   |     | 5   |     | 4   |     | 2   | 3   | 7   | 5   | Ret | 3   | 4   | 490    |
| 2.   | Alberto Ruiz-Giménez    | 1   | Ret | 2   | 2   | 1   | 2   | 1   | 1   | 2   | 2   | 2   | 1   | 1   | 2   | 5   | 2   | 1   | 2   | 1   | 487,2  |
| 3.   | Manuel Juncosa          |     | 2   | 5   | 3   | 7   | 3   |     | 3   |     | 5   | 9   | 5   |     |     |     | 6   | 2   | 4   | 7   | 415,6  |
| 4.   | José Manuel Lencina     | 2   | 1   |     |     | 2   | 1   |     |     |     |     |     |     | Ret |     |     |     |     |     | 2   | 274,4  |
| 5.   | Bernard Tramont         |     |     | 1   |     | 4   |     | 2   |     | 3   |     |     |     |     | 6   |     | 7   |     | 5   | 6   | 249,2  |
| 6.   | Estanislao Reverter     |     | 3   |     |     | 3   |     |     |     |     |     | 3   | 2   | 3   |     | 3   |     |     |     |     | 240    |
| 7.   | Francisco Alemany       | 4   |     | 11  |     |     |     |     | 2   | 6   |     | 11  |     |     | 4   |     |     |     |     |     | 237,6  |
| 8.   | Julio Gargallo          |     |     |     |     |     |     |     |     |     | 3   |     |     |     | 1   |     | 4   |     |     | 3   | 165,2  |
| 9.   | Salvador Bohigas        |     | 8   |     | 4   |     |     |     |     |     |     |     |     |     |     |     |     | 11  | 10  |     | 154    |
| 10.  | León de Cos             | 10  |     | 12  |     |     |     |     |     |     |     |     |     | 6   |     | 11  |     |     |     |     | 147,6  |
| 11.  | Pedro M. Roman          |     |     |     |     |     |     |     |     |     |     |     | 7   |     |     |     |     |     |     |     | 127,6  |
| 12.  | L. M. del Olmo          |     |     |     |     |     |     |     |     |     |     |     | 4   |     |     |     |     |     |     |     | 131,2  |
| 13.  | Juan M. Gemar           |     |     |     |     |     |     |     |     |     |     |     |     |     |     |     |     |     |     |     | 111,2  |
| 14.  | «Yustas»                |     |     |     |     |     |     |     |     |     |     |     |     |     |     |     |     |     |     |     | 101,4  |
|      | Hasta 239 clasificados. |     |     |     |     |     |     |     |     |     |     |     |     |     |     |     |     |     |     |     |        |

### Critérium nacional femenino de rallies
| Pos. | Piloto                       | Puntos |
| ---- | ---------------------------- | ------ |
| 1.   | Milagros Ortega              | 24     |
| 2.   | Nuria Viñas                  | 20     |
| 3.   | Maria Victoria Alfonso       | 18     |
| 4.   | Aurora Fierro                | 12     |
| 5.   | Maria del Sol Rodríguez Mesa | 10     |
| 5.   | María del Carmen Uribe       | 10     |
| 5.   | María del Carmen Espinar     | 10     |
| 5.   | Carmen Cama                  | 10     |
| 9.   | Emilia Juncosa               | 8      |
|      | Hasta 36 clasificadas.       |        |

### Desafío Simca
| Pos. | Piloto           | Puntos |
| ---- | ---------------- | ------ |
| 1.   | Ricardo Muñoz    | 277    |
| 2.   | José Buixeda     | 247    |
| 3.   | Ernesto Borau    | 198    |
| 4.   | Ángel Palacio    | 119    |
| 5.   | Antonio Zanini   | 101    |
| 6.   | Ramiro de Maeztu | 98     |
| 7.   | Miguel Sodupe    | 63     |
| 8.   | Bernardo Bárcena | 62     |
| 9.   | Felipe Arteaga   | 57     |
| 10.  | Alicio Romero    | 54     |